# Niclas Kentenich

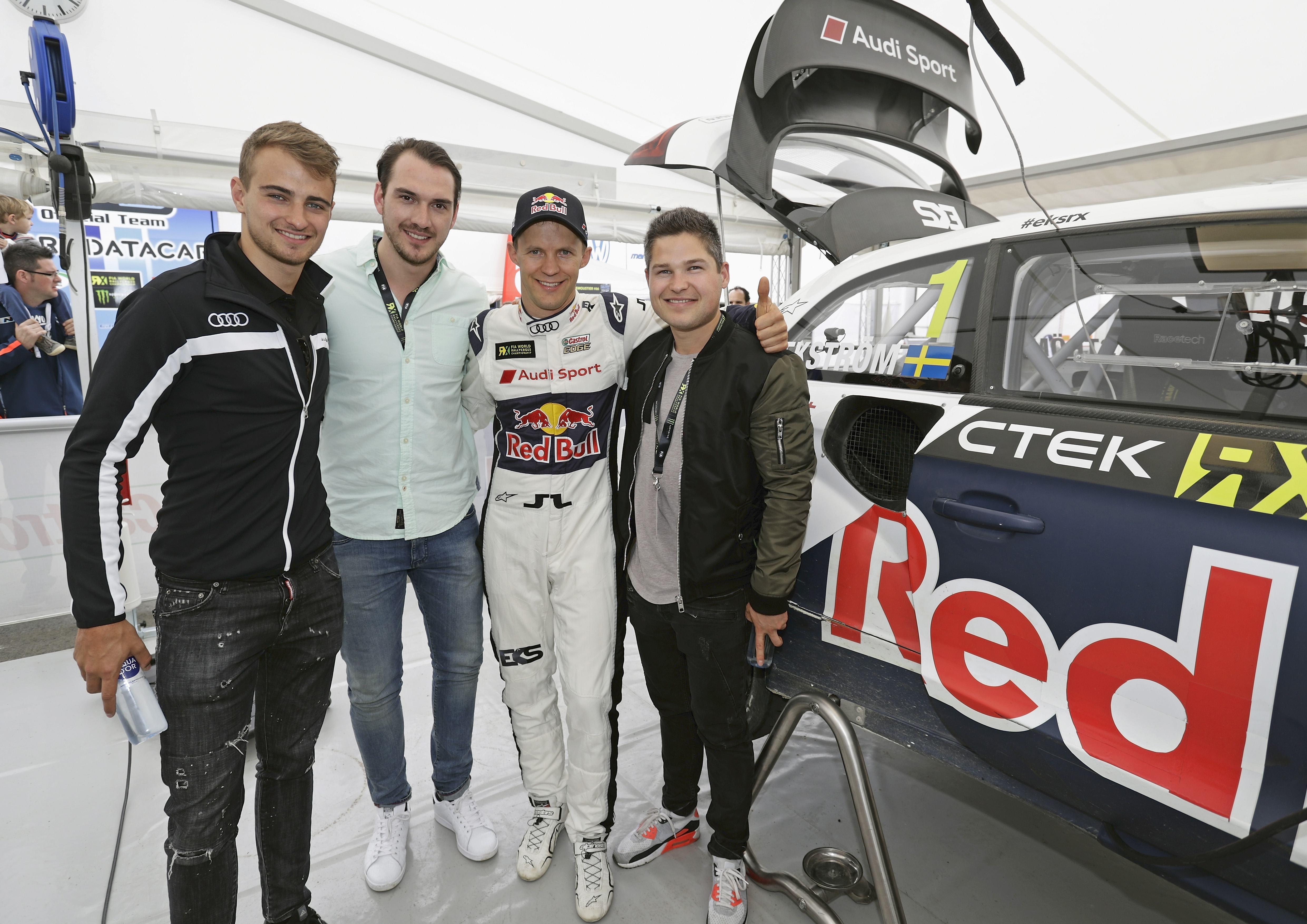
Niclas Kentenich (Zweiter von links) 2017

Niclas Kentenich (* 16. Juli 1988 in Neuss) ist ein deutscher Unternehmer und ehemaliger Automobilrennfahrer.

## Karriere
Niclas Kentenich begann seine professionelle Motorsportkarriere im ADAC Volkswagen Polo Cup, wo er von 2004 bis 2006 startete. In seiner letzten Saison wurde er dort Dritter in der Gesamtwertung.
Danach wechselte er zum Porsche Carrera Cup Deutschland. In diesem Markenpokal ging er 2007 bis 2010, 2012, 2014 und 2015 an den Start. Seine beste Saison war 2010 bei Farnbacher Racing, in der er den 13. Platz in der Meisterschaft erreichte.
Von 2010 bis 2013 fuhr er parallel in der ADAC GT Masters. In der ersten Saison startete er zusammen mit Sebastian Asch mit einem Porsche 911 GT3 R für das Team a-workx/Wieth Racing und wurde Siebter in der Saisonwertung. Dies war zugleich sein bestes Saisonergebnis in der Rennserie. 2011 und 2012 fuhr er einen Ferrari 458 Italia GT3 und einen Porsche 911 GT3 R bei Farnbacher ESET Racing und 2013 eine Corvette Z06.R GT3 von Callaway Competition und nach einem Wechsel zum Team Vita4One Racing Team einen BMW Z4 GT3.
2013 ging er zusammen mit Daniel Keilwitz für Dörr Motorsport beim FIA-GT-Rennen in Nogaro an den Start. Das Rennen beendeten beide mit dem McLaren MP4-12C GT3 auf dem 17. Platz.
Kentenich fuhr von 2011 bis 2014 beim 24-Stunden-Rennen auf dem Nürburgring. Dort erzielte er 2011 für das Frikadelli Racing Team mit den Fahrerkollegen auf einem Porsche 911 GT3 R (Typ 997) einen neunten Gesamtplatz und seine beste Platzierung bei dieser Rennveranstaltung.
Bei einem Qualifying-Lauf zur VLN 2015 verunglückte er mit seinem Rennwagen und musste mit schweren Beinverletzungen operiert werden. Er startete noch im selben Jahr wieder beim Porsche Carrera Cup Deutschland – konnte die Saison jedoch wegen Unfall-Spätfolgen nicht abschließen. Danach beendete er seine aktive Motorsportkarriere.
Kentenich ist Geschäftsführer des familiären Landschafts- und Tiefbau-Unternehmens in Neuss.